# Paul III.

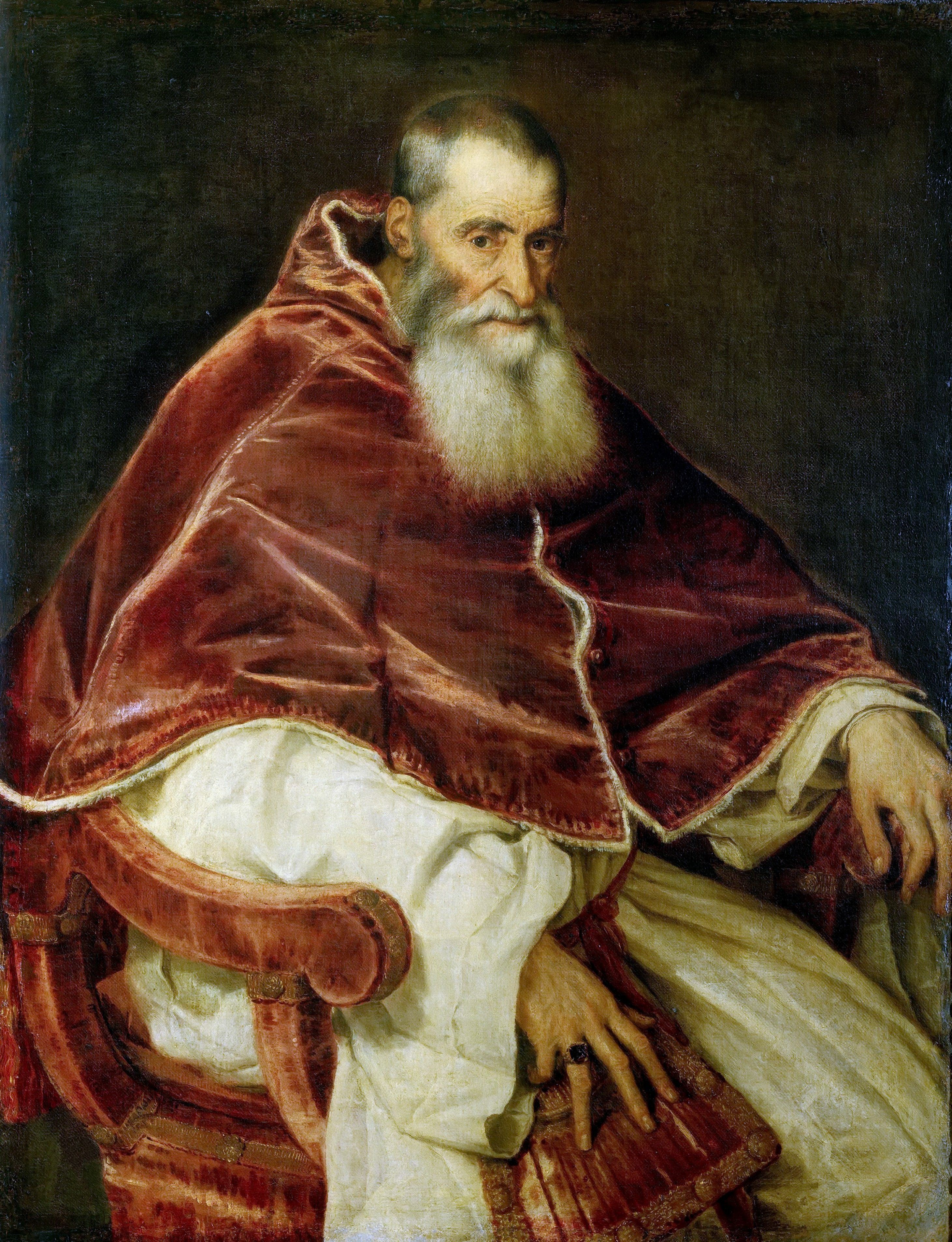
Papst Paul III., Gemälde von Tizian, 1543, Neapel, Museo di Capodimonte

Paul III., geboren als Alessandro Farnese (* 29. Februar 1468 in Canino; † 10. November 1549 in Rom), war ein italienischer Kurienbeamter. Er war vom 13. Oktober 1534 bis zu seinem Tod Papst der römisch-katholischen Kirche. Paul III. berief 1545 das Konzil von Trient ein, das sich mit einer Antwort auf den erstarkenden Protestantismus befasste und letztlich die Gegenreformation einleitete. 1540 bestätigte Paul III. die Statuten der Gesellschaft Jesu.

## Familie
Alessandro Farnese stammte aus einem alten Rittergeschlecht des Kirchenstaats; die Farnese gehörten zum päpstlichen Adel und hatten sich durch ihre Dienste im Krieg und Militär als Condottieri Ansehen, Geld, Güter und Lehen in Latium erworben.

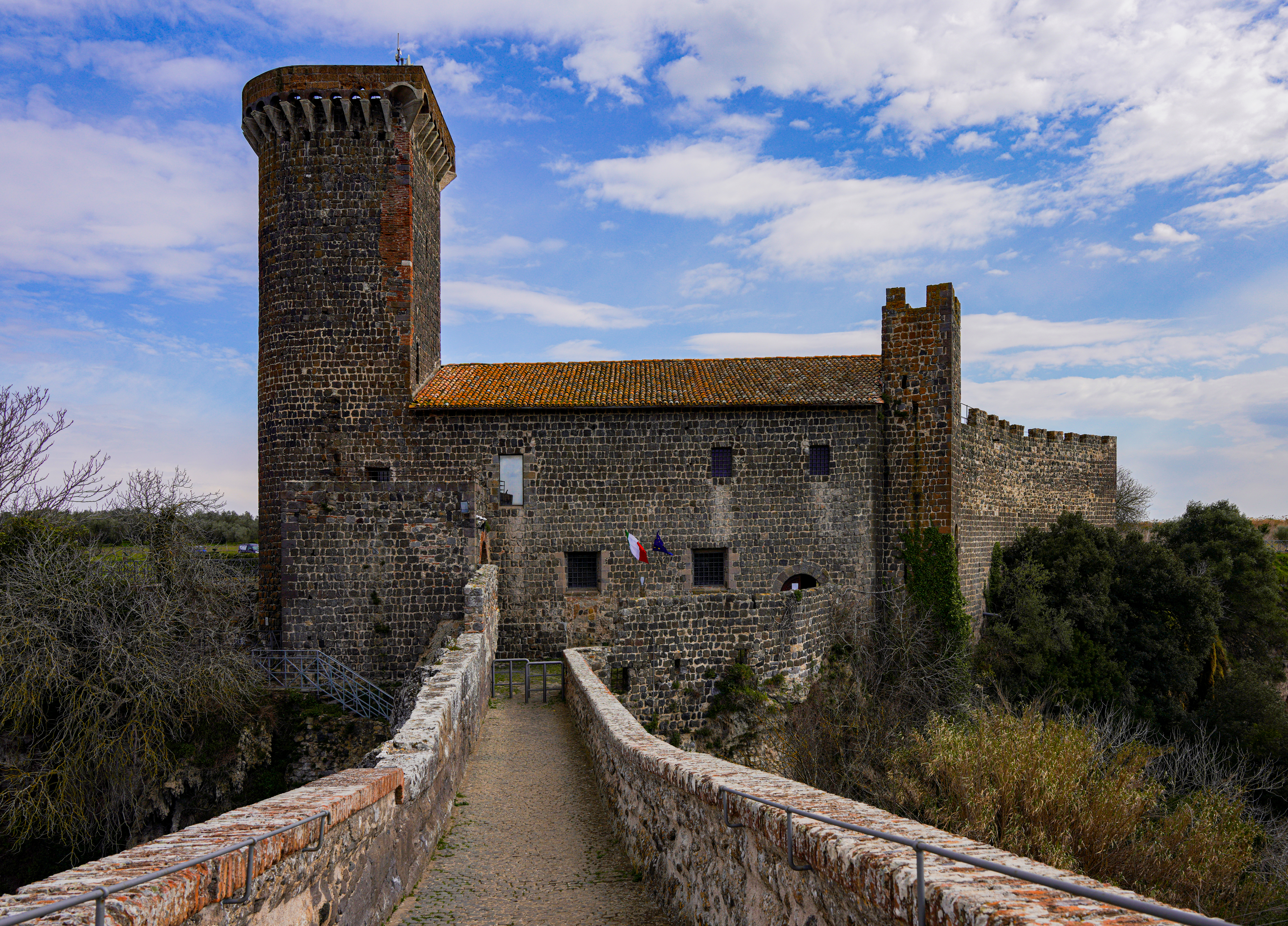
Castello di Vulci in Canino, Geburtsort Pauls III.

Alessandro wurde am 29. Februar 1468 als Sohn von Pier Luigi Farnese dem Älteren, Herr von Capodimonte, und Giovanna Caetani, Tochter von Onorato III. Caetani, dem Herzog von Sermoneta, in Canino, einem Ort in der Nähe des Bolsenasees im Norden von Rom, geboren, wo seine Familie das Castello di Vulci besaß. Die Großeltern väterlicherseits waren Ranuccio Farnese der Ältere und Agnes Monaldeschi, Mitglied einer alten und adligen Familie aus Orvieto. Mütterlicherseits stammte er auch von den Caetani ab, der Familie von Papst Bonifatius VIII. (1294–1303). Er hatte zwei Brüder und drei Schwestern: Angelo (1465–1494), Girolama (1466–1505), Beatrice (1469–1507), Bartolomeo (1470–1552) und Giulia (1474–1524).
Sein ältester Bruder Angelo erbte nach dem Tod des Vaters im Jahr 1487 zusammen mit Alessandro das Vermögen und die Immobilien. Angelo heiratete am 11. Mai 1488 Lella Orsini, mit der er nur weibliche Nachkommen hatte. Seine Tochter Francesca Farnese heiratete Guido Sforza, zweiter Graf von Santa Fiora. Angelo starb jedoch schon im Mai 1494 an der Pest, sodass sein jüngster Bruder Bartolomeo anstelle seines Bruders Graf von Montalto und Canino wurde. Bartolomeo war mit Iolanda Monaldeschi verheiratet, mit der er den Sohn Pedro Bertodolo Farnese und die Töchter Isabella und Cecilia hatte. Er war Begründer des Herzogtums Latera, das bis 1668 bestand.
Seine Schwester Girolama heiratete in erster Ehe am 10. November 1483 Puccio Pucci. Aus ihrer zweiten Ehe mit Graf Giuliano dell’Anguillara und Stabiae, die am 15. Februar 1495 geschlossen worden war, stammte die Tochter Isabella (Elisabeth) della Anguillara, die später Galeazzo Farnese, den Enkel Bartolomeos, ehelichte und mit ihm die Töchter Violante Farnese und Giulia Farnese hatte. Am 1. November 1505 wurde Girolama von ihrem Stiefsohn Giovanni Battista dell’Anguillara im Schloss von Stabiae ermordet.
Beatrice war ab 1490 Nonne eines Benediktinerklosters und starb 1507 als Äbtissin des Klosters San Bernardino in Viterbo.
Giulia war zweimal verheiratet und Mätresse des Papstes Alexander VI. von 1489 bis 1500. Ihre Tochter Laura Orsini wurde 1492 geboren und war wahrscheinlich das Kind Rodrigo Borgias. Aus der am 21. Mai 1489 geschlossenen Ehe mit Orsino Orsini und der im Jahr 1507 geschlossenen Ehe mit Giovanni Capece Bozzato sind keine weiteren Nachkommen Giulias bekannt.

## Karriere im Klerus

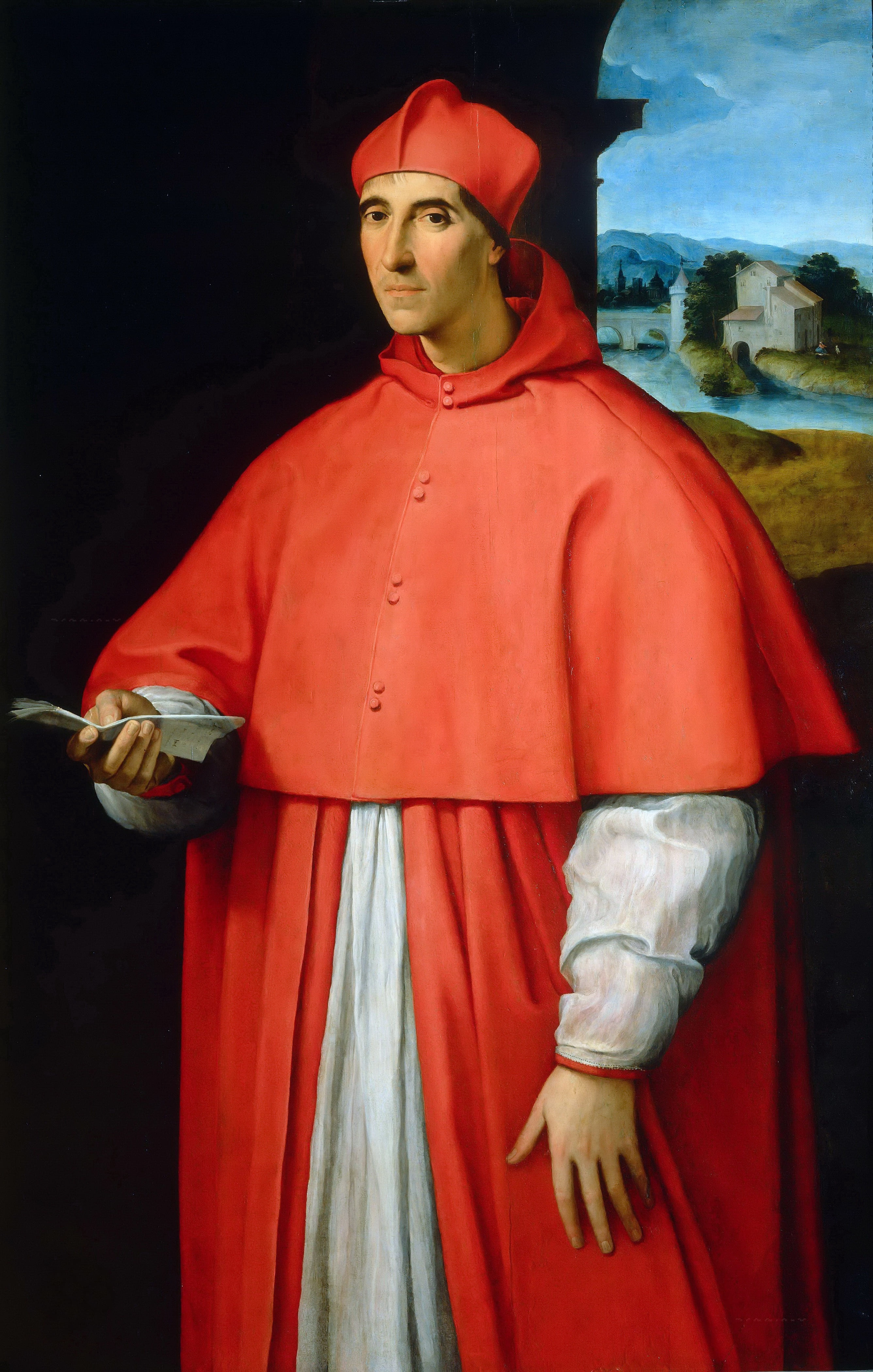
Kardinal Alessandro Farnese vor seiner Wahl zum Papst Paul III. (von Raffael um 1512) mit einem mehrseitigen Dokument in der Hand: möglicherweise die päpstliche Legitimierung seiner Kinder

Als zweitgeborenem Sohn war Alessandros Weg in ein kirchliches Amt vorgezeichnet. Er erfuhr von 1486 bis 1489 eine ausgezeichnete humanistische Bildung in Florenz. Seine Familie kaufte ihm ein Amt an der Kurie, da der Einstieg in die kirchliche Laufbahn mangels einflussreicher Beziehungen schwierig war. Da er seine Mutter Giovannella im Jahr 1487 mehrerer Vergehen beschuldigt und deswegen nach Gregorovius sogar hatte einkerkern lassen, wurde er einige Zeit auf Befehl von Papst Innozenz VIII. in der Engelsburg festgehalten. Diese Version wirkt aber wenig überzeugend. Seine abenteuerliche Flucht aus der Engelsburg am Fronleichnamstag 1486 ist gut belegt, unter anderem von Cellini, dem das Gleiche gelang, und inspirierte Stendhal zu Del Dongos Flucht im Roman Die Kartause von Parma.
Nach einer Anfangsphase als relativ bescheidener Kurienbeamter wurde Alessandro unter Papst Innozenz VIII. Apostolischer Protonotar in Rom. Papst Alexander VI., der ein Verhältnis mit Alessandro Farneses Schwester Giulia hatte, beförderte ihn unter dem Einfluss Giulias im Jahr 1493 zum Kardinal und ernannte ihn zum Generalschatzmeister der römischen Kirche. In Rom wurde er als Kardinal Fregnese (ital. fregna ~ Fotze) verspottet. 1499 ernannte der Papst ihn zum Bischof von Corneto-Montefiascone, Papst Julius II. 1509 zum Bischof von Parma. Zum Priester und Bischof wurde Alessandro Farnese jedoch erst im Jahr 1519 geweiht. Unter Papst Clemens VII. wurde er Kardinalbischof von Ostia.
Mit der Geliebten seiner Jugendzeit, der verheirateten Silvia Ruffini, zeugte Alessandro Farnese in der Zeit vor seiner Priesterweihe eine Tochter, Costanza Farnese (1500–1545) und drei Söhne: Pier Luigi II. Farnese (1503–1547), Paolo (1504–1512) und Ranuccio (1509–1528). Diese ließ er mehrfach päpstlich legitimieren, um die eigene Familie vor dem Aussterben zu bewahren. Sie blieb seine Konkubine, die in Frascati wohnte. Seit 1535 bezog sie eine päpstliche Monatsrente von 25 Scudi. Die Gerüchte um den Lebenswandel wurden ein antipapistisches Arsenal der Reformation.

## Papstwahl

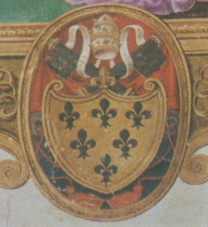
Wappen Pauls III. in der Handschrift der Konstitutionen der Cappella Sistina, die Ludovico Magnasco für den Papst hat zusammenstellen lassen (um 1543)

Bei den beiden Konklaven, die zur Wahl von Leo X. und Hadrian VI. führten, war er in der Abstimmung der Kardinäle jeweils knapp unterlegen. Am 13. Oktober 1534 wählte das Konklave ihn am zweiten Konklavetag einmütig zum neuen Papst; eines der kürzesten Konklaven der Neuzeit, zusammen mit denen von Gregor XIII. und Pius XII. Der Papstname bezieht sich mutmaßlich unmittelbar auf den Völkerapostel Paulus.
„Klugheit und Selbstbeherrschung, aufmerksame Zurückhaltung, bedächtiges, berechnendes Zögern bei im Grunde großer Willensstärke und Energie waren hervorragende Eigenschaften Pauls III., der sein heftiges Temperament erstaunlich in der Gewalt hatte. Mit lebhaftem Interesse, das sich in einem höchst bezeichnenden Minenspiel [sic!] äußerte, hörte er denen zu, die ihm ihre Meinung unterbreiteten, und als vorzüglich geschulter Diplomat verstand er es, ihre geheimsten Pläne und Ansichten auszuforschen.“

## Pontifikat

Papst Paul III. und seine Nepoten, Gemälde von Tizian

Als Papst war Paul III. ein klassischer Vertreter des Nepotismus, am 18. Dezember 1534 ernannte er zwei seiner Enkel, Guido Ascanio Sforza und Alessandro Farnese (der Jüngere), zu Kardinälen, auch verschaffte er dem Haus Farnese viele und reiche Vergünstigungen. Für seinen Sohn Pier Luigi schuf er 1545 aus Gebieten des Herzogtums Mailand das Herzogtum Parma, das bis zu ihrem Aussterben, 1731, im Besitz der Farnese blieb. Seinen Tageskalender und seine Audienzen teilte der astrologiegläubige Paul III. nach dem Stand der Gestirne ein.

### Protestantische Reformation
Während seines Pontifikats bemühte sich Paul III. angesichts der Ausbreitung des Protestantismus um eine Erneuerung der Kirche. Er richtete eine Reformkommission aus Kardinälen ein, der unter anderem die beiden späteren Päpste Paul IV. und Marcellus II. angehörten.
Am 17. Dezember 1537 belegte Paul III. den englischen König Heinrich VIII. wegen dessen Scheidung mit dem Kirchenbann und ganz England mit dem Interdikt. Er bestätigte mit seiner Bulle Regimini militantis ecclesiae am 27. September 1540 die Statuten der von Ignatius von Loyola gegründeten Gesellschaft Jesu.

### Konzil von Trient

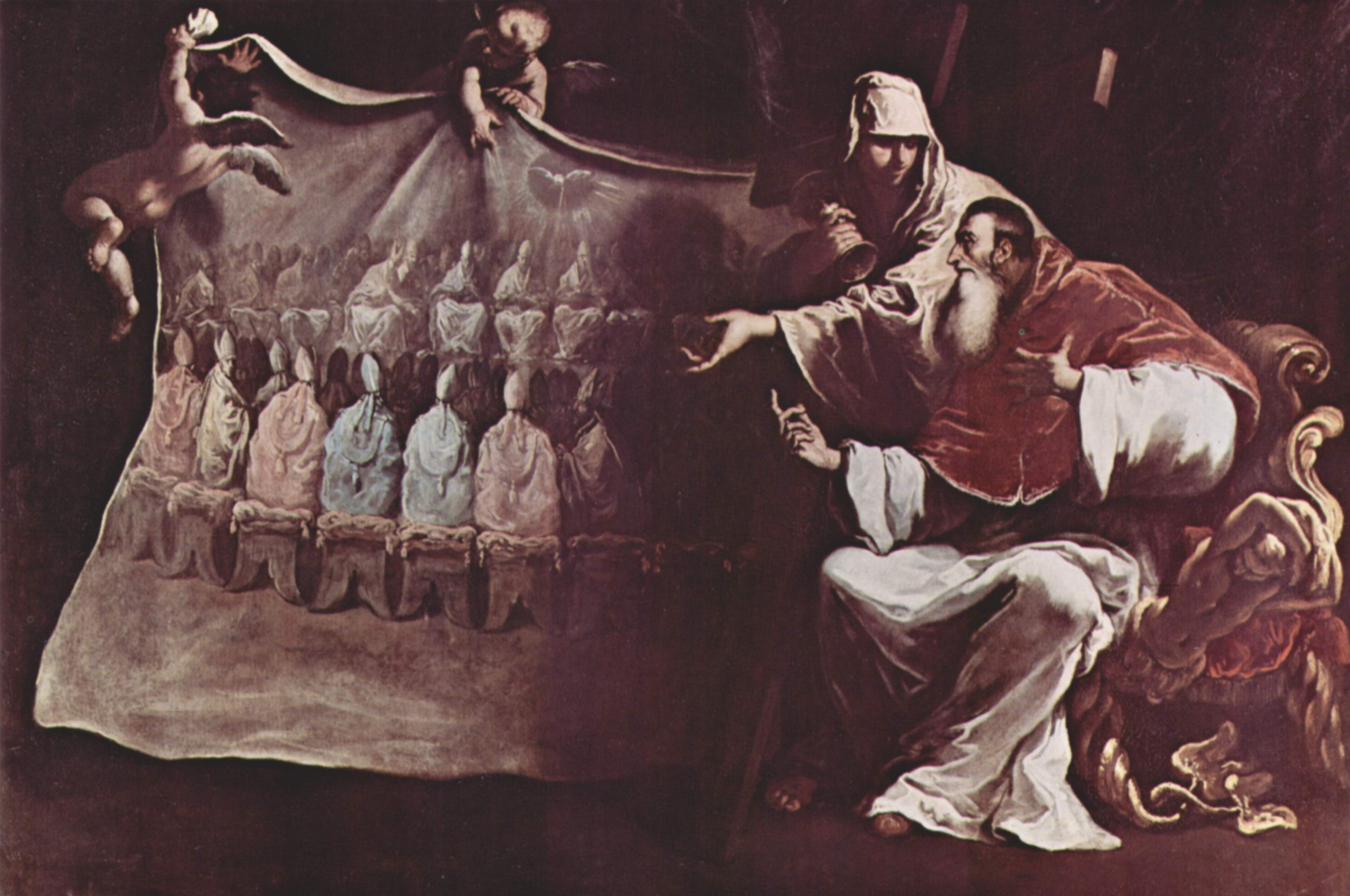
Papst Paul III. beseelt vom Glauben an das Konzil (Sebastiano Ricci, posthum 1687/88)

Im Jahr 1545 eröffnete er das Konzil von Trient, das mit sehr großer Verspätung eine Antwort auf die von Martin Luther ausgelöste Reformation sein sollte. Wegen großer Spannungen mit dem spanischen König und römisch-deutschen Kaiser Karl V. verlegte er das Konzil aber zeitweise nach Bologna. Bologna gehörte damals nicht wie das Hochstift Trient zum Heiligen Römischen Reich Deutscher Nation und war somit dem direkten Einfluss des Kaisers entzogen.

### Kirchenpolitik
Als weltlicher Fürst des Kirchenstaates war Paul III. stets auf Neutralität bedacht. Trotzdem schloss er 1537 mit der Republik Venedig eine Allianz gegen die Türken. Dieser Allianz schlossen sich wenig später auch Kaiser Karl V. und Ferdinand von Österreich an (Türkenkriege).
Am 29. Mai 1537 erließ er die Bulle Sublimis Deus, die die Versklavung der indianischen Ureinwohner von Amerika (und aller anderen Menschen) verbot. Er hat aber die Versklavung der Afrikaner nicht angeprangert.
Am 21. Juli 1542 gründete Paul III. mit der Apostolischen Konstitution Licet ab initio die Congregatio Romanae et universalis Inquisitionis.
Im Jahr 1548 rief Paul III. die Schweizergarde wieder ins Leben, nachdem die Leibwache der Päpste als Folge des Sacco di Roma und des Friedens von Barcelona aufgelöst worden war. Paul III. setzte den Bau des Petersdoms fort, indem er Michelangelo zum Baumeister bestellte.

## Grabmal

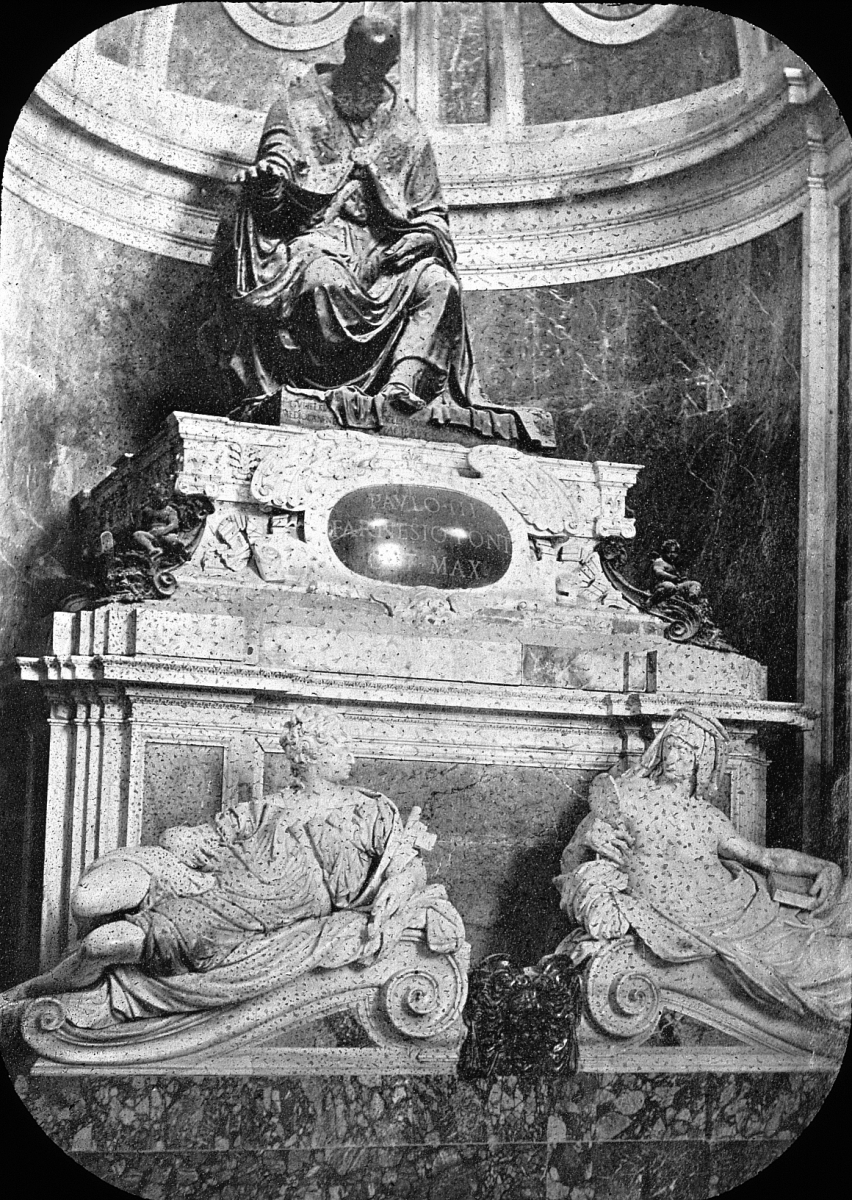
Grabmal im Petersdom mit den Figuren der nachträglich verhüllten Iustitia und der Prudentia

Das Grabmal Papst Pauls III. wurde von 1555 bis 1575 von Guglielmo della Porta geschaffen und befindet sich im Petersdom in der Nische neben Berninis Kathedra Petri. Clemens VIII. nahm 1592 daran Anstoß wegen der Nacktheit der ursprünglich vier zugeordneten Frauengestalten der (älteren) Prudentia und Pax, der verhüllten (jugendlichen) Abundantia und besonders der jugendlichen Iustitia. Sie scheint seine Schwester Giulia repräsentiert zu haben, die Geliebte des Papstes Alexander VI., der ihn zum Kardinal befördert hatte. Ihr Körper wurde nachträglich 1595 durch eine Metallkonstruktion bedeckt. Die Prudentia wurde als seine Mutter ausgelegt, die Abundantia als die Tochter Costanza. 1628 wurden das Grabmal von Gian Bernini an die heutige Stelle versetzt und dabei die schlecht sichtbaren Figuren der Abundantia und der Pax in den Palazzo Farnese verlegt.